# Raiding
Raiding (del húngaro: Doborján) es un pueblo ubicado al este de Austria, en el estado de Burgenland.

## Historia
Antes del nacimiento de Cristo, el área era parte del reino celta de Noricum y pertenecía a los alrededores del asentamiento celta del Castillo Schwarzenbacher. Durante el Imperio Romano perteneció a la provincia de Panonia.
La primera noción que se tiene es del año 1425 como Dobornya. En 1811 nació en la localidad el compositor y pianista Franz Liszt.
Raiding (al igual que el resto de Burgenland) perteneció a Hungría hasta 1920/1921. Después del final de la Primera Guerra Mundial, el oeste de Hungría fue anexionada a Austria, hecho decidido en los Tratados de Saint Germain y Trianon, en los cuales se formó la nueva provincia de Burgenland.
El 1 de enero de 1971, Raiding se incorpora en la nueva "Comunidad-Raiding Unterfrauenhaid" por decisión del Gobierno de la Provincia de Burgenland con Lackendorf y Unterfrauenhaid como parte de la "Ley de mejora de estructura de la comunidad". Esta gran comunidad se disuelve por al ordenanza del 6 de septiembre de 1989 y desde el 1 de enero de 1990  Raiding  así como Lackendorf y Unterfrauenhaid son municipios independientes

## Lugares de interés
- Museo de Liszt (casa natal)

## Arte y cultura
- Iglesia Parroquial Raiding: La iglesia parroquial católica tiene una nave de la iglesia a partir de 1927 y una torre de iglesia más antigua.
- Lugar de nacimiento de Franz Liszt: En 1951 se instaló museo dedicado a la vida del compositor.
- Sala de conciertos Franz Liszt: La sala de conciertos se construyó en 2006 de conformidad con los planos del estudio de arquitectura holandés Atelier Kempe Thill, en las inmediaciones del lugar de nacimiento de Franz Liszt. La sala de conciertos tiene capacidad para alrededor de 590 asientos. El programa se centra en la música compuesta por Franz Liszt para piano y música de cámara.
- Stork House: El arquitecto japonés Terunobu Fujimori construyó el llamado 'Stork House' en Raiding. La casa de huéspedes fue construido como parte de un programa de intercambio cultural entre Japón y Austria- Se terminó el 27 de octubre de 2012.

### Eventos
- Festival Liszt de Raiding: El Festival Liszt  de Raiding se lleva a cabo anualmente en cuatro fechas en las cuatro estaciones del año. En cada caso hay conciertos cada sobre diferentes temas.

## Galería

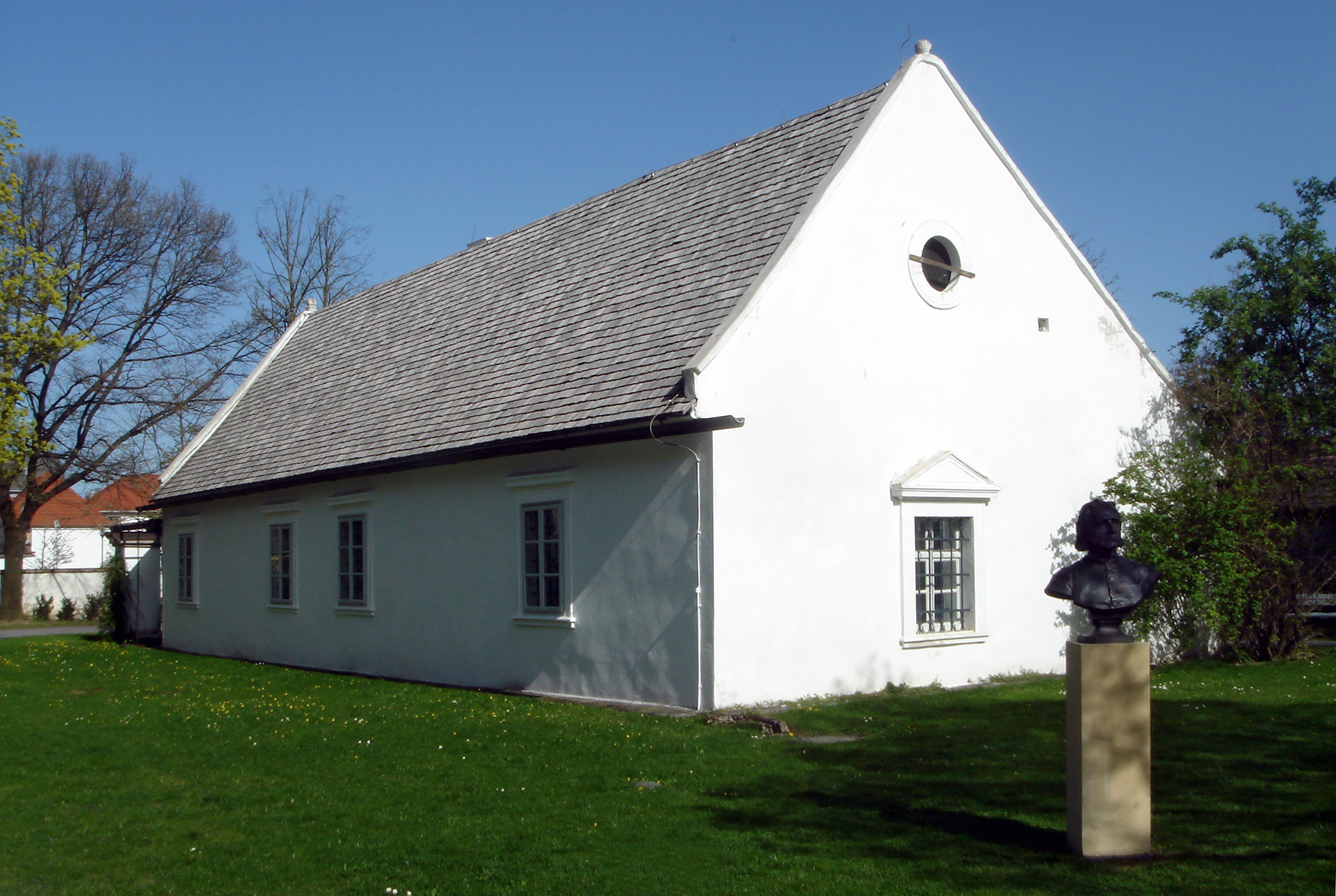
Casa natal de Franz Liszt
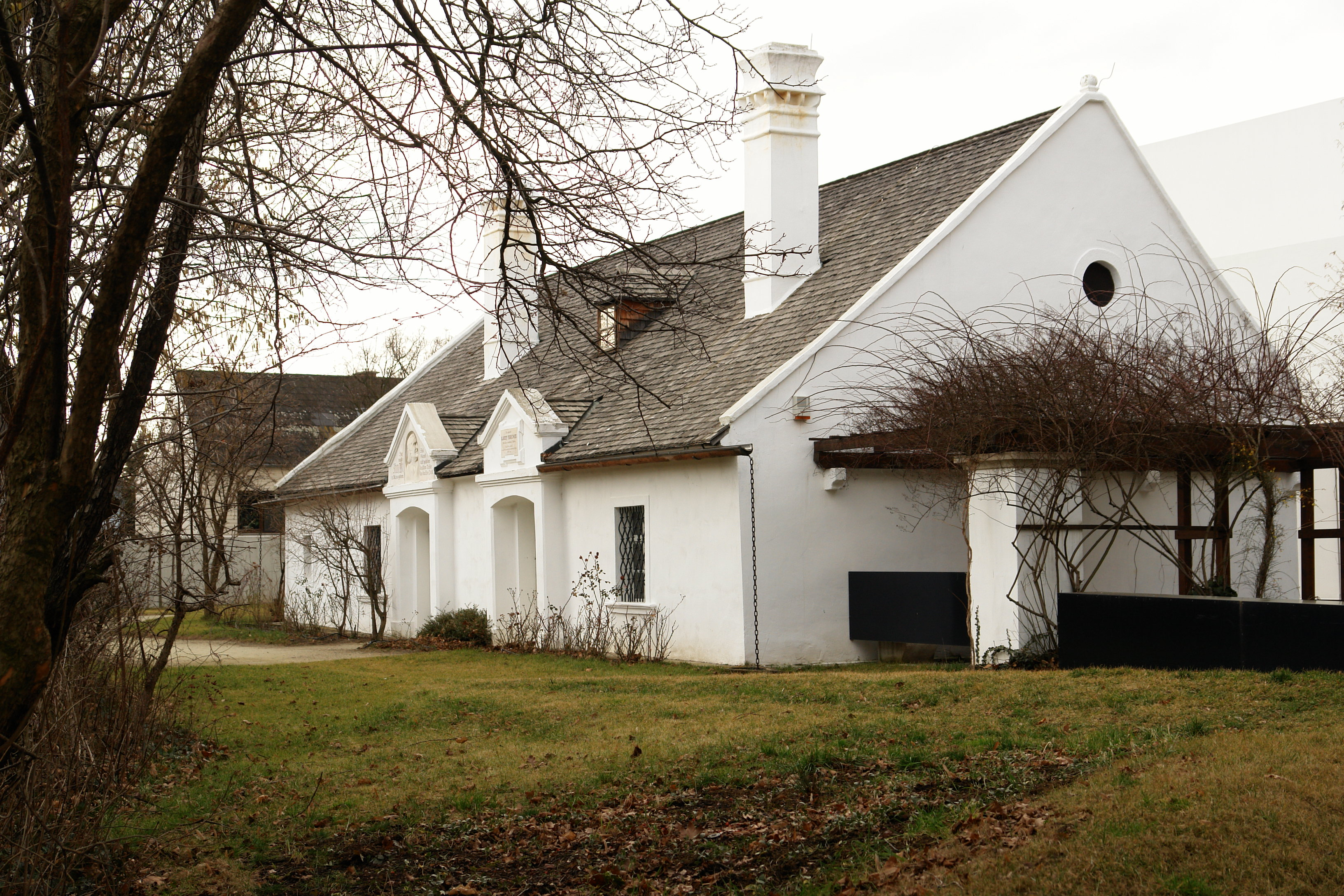
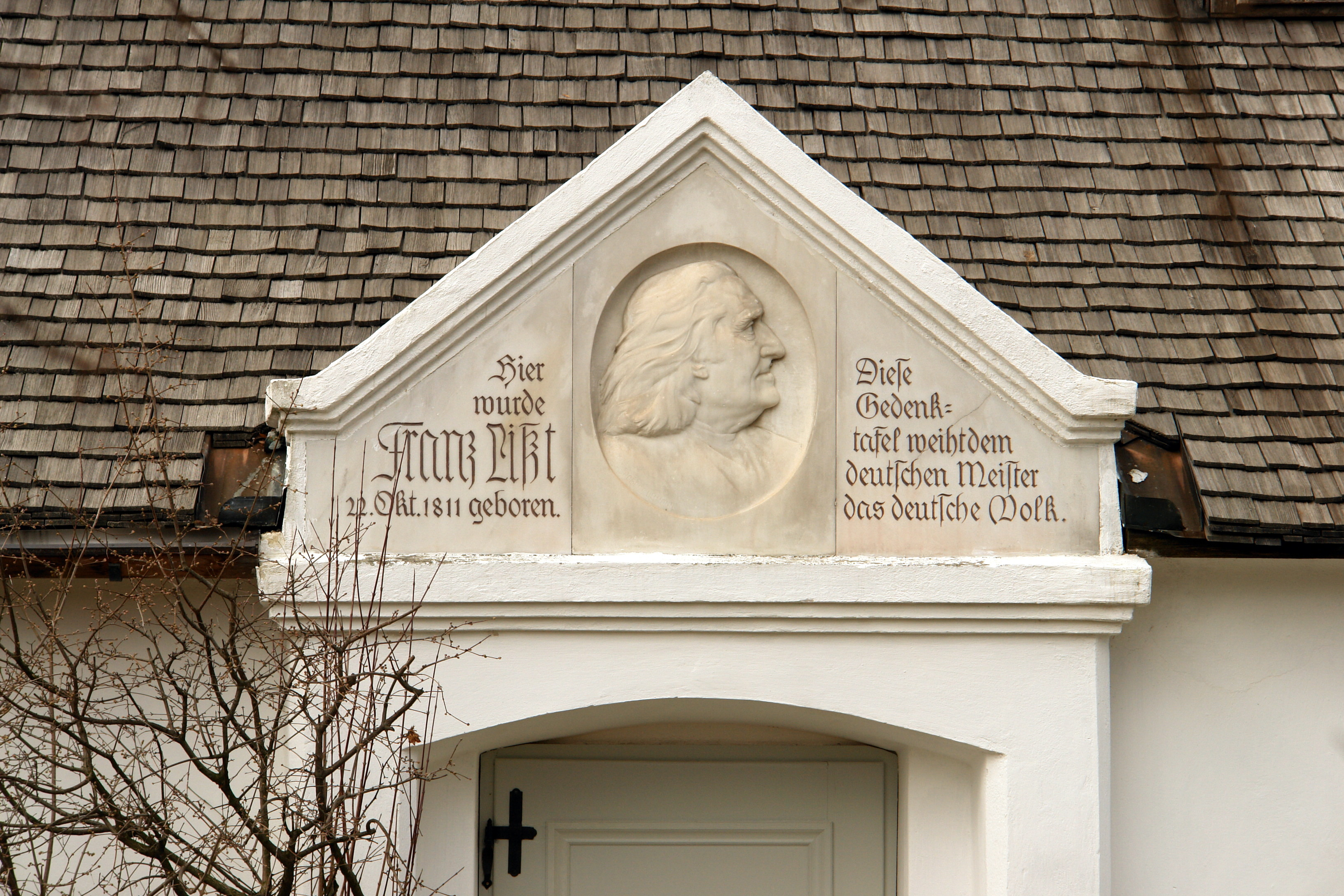
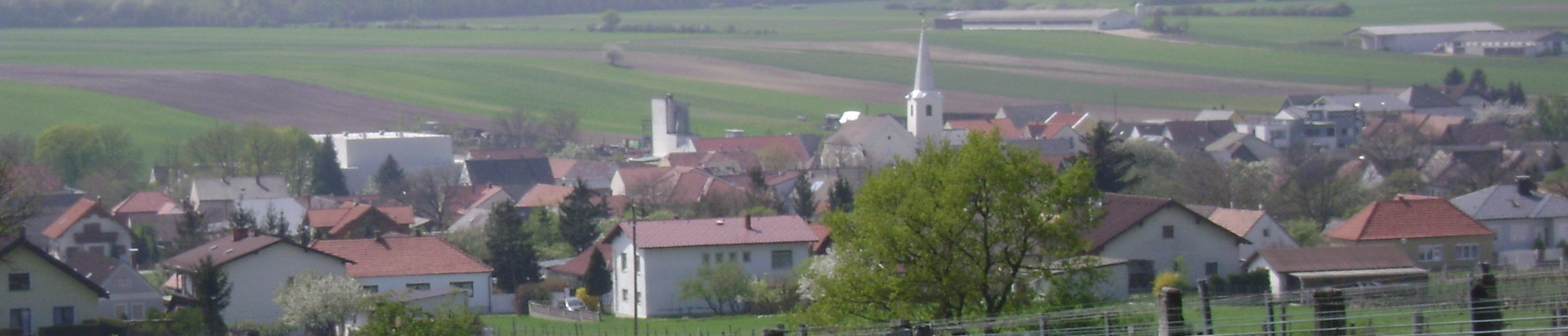
Centro de Raiding

## Economía
La viticultura es el principal negocio de Raiding. Otras industrias importantes son la construcción en metal y la producción de agua con gas.